# Louis Briat
Pour les articles homonymes, voir Briat.
Louis Briat est un graphiste français, né le 24 juin 1938 à Saint-Étienne (Loire) et mort le 18 février 2021 à Paris. À partir de 1989, il est également l'auteur de plusieurs timbres-poste.

## Biographie
Louis Briat a suivi des études de beaux-arts, d'abord de gravure, avant de se consacrer à la communication. Après son Diplôme national des Beaux-Arts (DNBA) en 1959, il entre à l'École nationale supérieure des beaux-arts de Paris.
Dans les années 1960, il commence sa carrière de graphiste et réalise des couvertures d'ouvrages de plusieurs maisons d'édition. Dans le même temps, de 1969 à 2003, Briat est professeur au département de communication visuelle à l'École nationale supérieure des arts décoratifs de Paris.
Tôt, au milieu des années 1980, il s'initie à la création graphique assistée par ordinateur. Créateur d'affiches, il a également travaillé dans le monde de l'édition, création de couvertures des collections de livres. Sa capacité de condensation l’amené à produire de divers logotypes.
Son premier timbre-poste pour La Poste française est un timbre d'usage courant, la Marianne du Bicentenaire, en 1989, issu d'un concours à l'échelon national (auquel participe aussi Cyril de La Patellière et Claude Jumelet). Bien que le public de l'exposition philatélique internationale Philexfrance ait préféré le projet de Claude Jumelet, celui de Louis Briat est choisi par le président François Mitterrand lors de ce concours pour une nouvelle Marianne.
Il a reçu en 1998 le Cérès de la philatélie du plus beau timbre pour le timbre rond commémorant la Coupe du monde de football 1998, premier timbre de France utilisant cette forme géométrique. Sur le même thème, il crée les dix timbres consacrés aux villes organisatrices de cette coupe à travers des gestes du football mêlés « de traits de lumière, de rayons d'éclairages, de rayures des pelouses et des maillots ».
Il meurt à l'âge de 82 ans le 18 février 2021 à Paris ; ses cendres sont inhumées au cimetière du Père-Lachaise (division 4, chapelle cinéraire).

## Œuvres

### Timbres de France
- Marianne du Bicentenaire, timbre d'usage courant, 1989-1998. Ils sont également émis surchargés à Mayotte et Saint-Pierre-et-Miquelon. Premier timbre émis dessiné par Louis Briat.
- « Louis Pasteur 1822-1895 », portrait et deux blocs de sel, 23 février 1995.
- « Assemblée nationale », 15 mai 1995. Sur un timbre sombre représentant la façade à colonnes du palais Bourbon, se distingue entre celles-ci le tableau d'Eugène Delacroix, la Liberté guidant le peuple.
- Coupe du monde de football 1998, villes de l’épreuve, 10 timbres et un bloc-feuillet, 1997-1998.
- « Coupe du monde - France 98 », premier timbre rond de France, 2 mars 1998. Prix : Cérès de la philatélie.
- « Le Gois de l'île de Noirmoutier - Vendée », 4 mai 1998.
- « Le Mont-Saint-Michel », 8 juin 1998.
- « Coupe du monde - France 98 », timbre rond avec mention « France, championne du monde », émis quelques jours après la victoire de l'équipe de France de football, 13 juillet 1998.
- « Le Parlement de Bretagne », 27 mars 2000.
- « Val-de-Reuil - Eure », 1er octobre 2001.
- « Entreprise », 12 novembre 2002
- « Élargissement de l'Union européenne » du 1er mai 2004, 3 mai 2004.
- « Yvoire - Haute-Savoie », 27 mars 2006.
- « TGV Est européen », 11 juin 2007.

### Timbres des Terres australes et antarctiques françaises
- « Le naufrage du Strathmore dans les îlots des Apôtres en 1875 », bloc d'un timbre à validité permanente, inclus dans le Carnet de voyage no 4, 6 août 2005.
- « Cinquantenaire des TAAF 1955-2005 : première émission philatélique », timbre sur timbre mis en page sur une photographie de manchots sur la banquise, 2 novembre 2005.
- « Îles Éparses de l'océan Indien », bloc de cinq timbres, 1er juin 2007.
- « La course du soleil à Dumont d'Urville le 21 juin », 21 juin 2007.

### Sources
- Jean-François Decaux, « Conversation avec... Louis Briat », entretien publié dans Timbres magazine no 81, juillet-août 2007, pages 26–28.